# Krakower See
Krakower See (pol. Jezioro Krakowskie) – jezioro w Niemczech, w kraju związkowym Meklemburgia-Pomorze Przednie, w powiecie Rostock. Wyraźnie zaznaczone przewężenie dzieli jezioro na część górną (Obersee) i dolną (Untersee). Krajobraz wokół silnie rozczłonkowanego Untersee jest płaski. Część ta znajduje się w obszarze chronionym Krakower Seenlandschaft. Nad jej zachodnim brzegiem leży miasto Krakow am See, od którego całe jezioro bierze swoją nazwę. Usiana wyspami (z których największa to Großwerder) część górna jeziora otoczona jest wzgórzami i stanowi część parku przyrody Nossentiner/Schwinzer Heide. Od 31 lipca 1978 870–hektarowy obszar parku jest obszarem chronionym na mocy konwencji ramsarskiej. Jest to siedlisko największej w północno–wschodnich Niemczech kolonii lęgowej rybitwy rzecznej (ok. 200 par lęgowych). Jest to również obszar specjalnej ochrony ptaków systemu Natura 2000.